# Kościół ewangelicko-augsburski w Łęgutach
Kościół ewangelicko-augsburski w Łęgutach – świątynia luterańska znajdująca się we wsi Łęguty, w województwie warmińsko-mazurskim w gminie Gietrzwałd, należąca do Parafii Ewangelicko-Augsburskiej w Ostródzie.

## Historia
Kościół został wybudowany z polecenia właścicieli wsi, znanego pruskiego rodu von der Groeben w latach 1737–1738. Zastąpił on znajdującą się dotąd w miejscowości drewnianą świątynię. Od tamtej pory służy miejscowym ewangelikom. Z nielicznych pamiątek po drewnianym kościele zachowała się tablica nagrobna poprzedniego właściciela wsi – Dietricha von Borcka z 1701 roku.
Po zdobyciu ziem Prus Wschodnich w 1945 przez Armię Czerwoną, kościół wykorzystywany był przez Sowietów jako stajnia. Część zabytkowego wyposażenia została przez Rosjan zrabowana.
Po wojnie kościół próbowali przejąć metodyści, jednakże dzięki staraniom luterańskiego duchownego ks. Edmunda Friszke, dojeżdżającego duszpasterza Parafii Ewangelicko-Augsburskiej w Ostródzie, pozostał w rękach tejże parafii.
Aktualnie nabożeństwa ewangelickie odbywają się w kościele w drugą i czwartą niedzielę miesiąca. Z kościoła okazjonalnie korzystają także katolicy.
Wokół kościoła znajduje się cmentarz, na którym spoczywają m.in. fundatorzy świątyni. Na jego terenie znajduje się także zabytkowa dzwonnica.

## Galeria

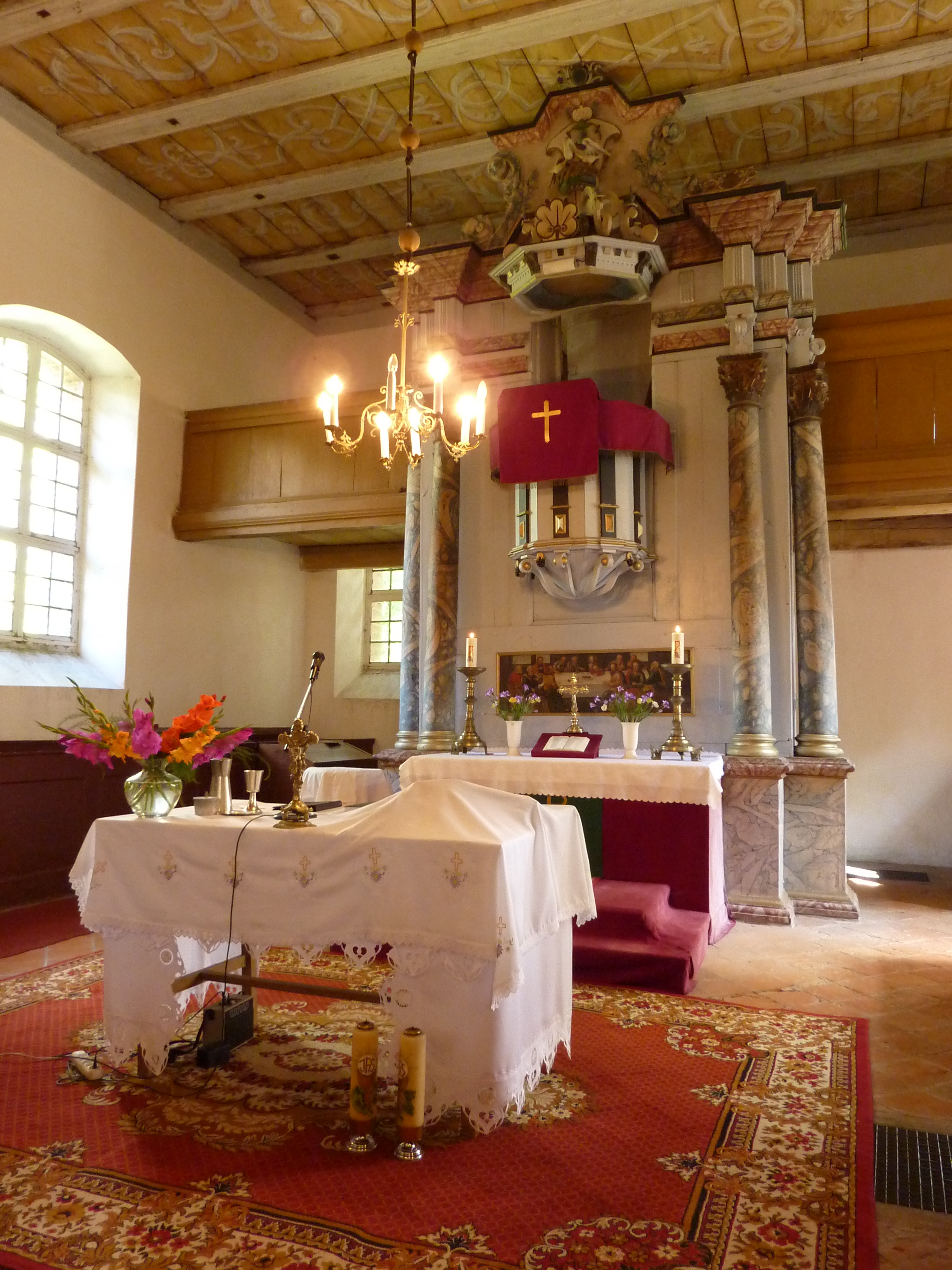
Widok na ołtarz.
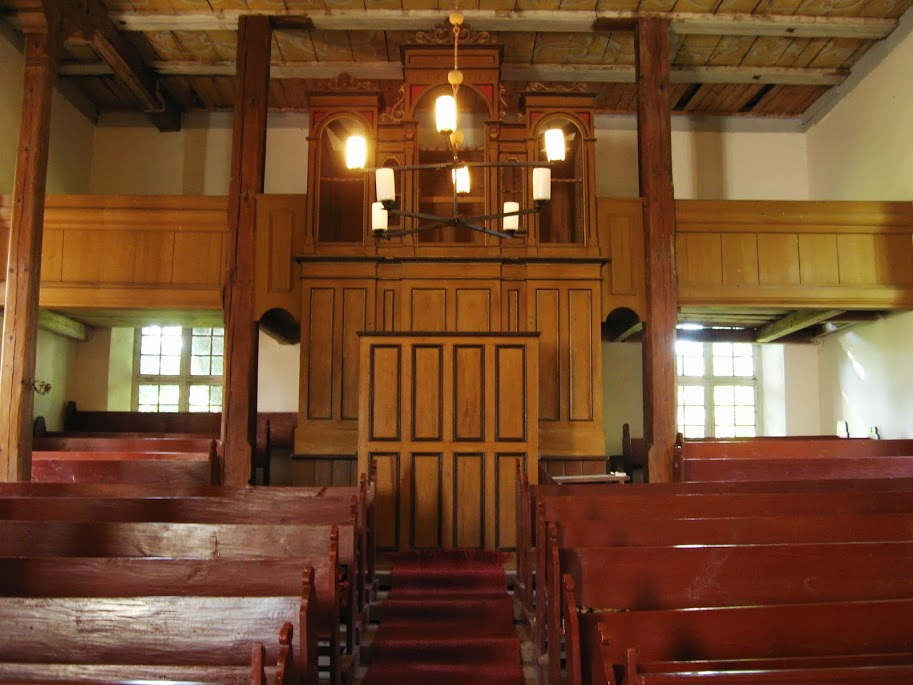
Widok na miejsce, w którym dawniej mieściły się organy.
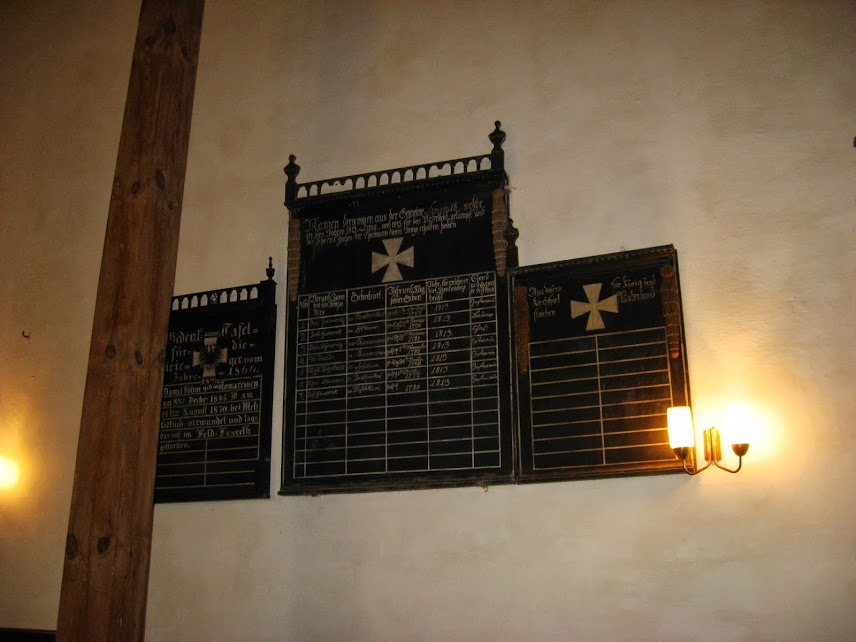
Tablica upamiętniająca udział mieszkańców Łęgut w wojnach pruskich.
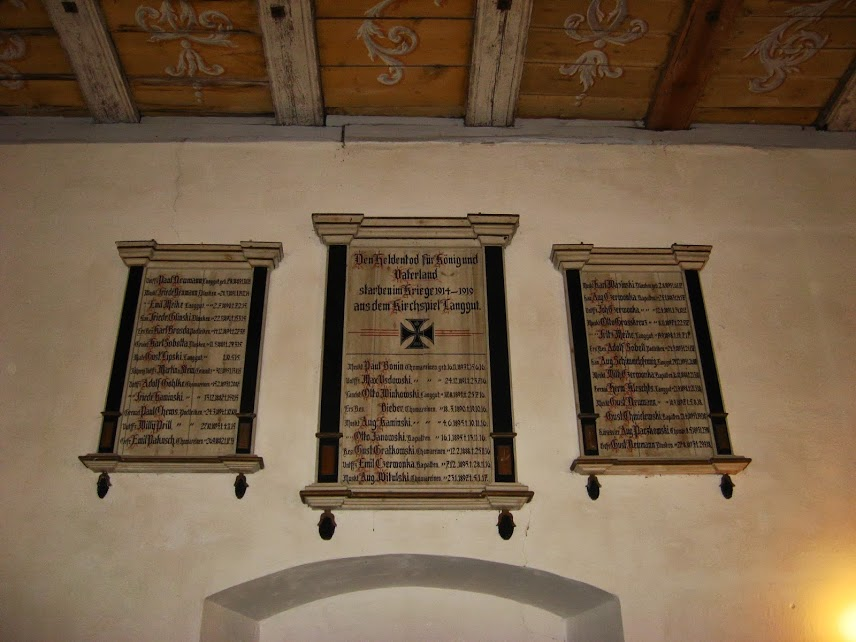
Tablica upamiętniająca udział mieszkańców Łęgut w pierwszej wojnie światowej.